# Clésio
Clésio Palmirim David Baúque, meglio noto semplicemente come Clésio (Maputo, 11 ottobre 1994), è un calciatore mozambicano, attaccante dell'Al Arabi e della nazionale mozambicana.

## Statistiche

### Cronologia presenze e reti in nazionale
| Cronologia completa delle presenze e delle reti in nazionale ― Mozambico | Cronologia completa delle presenze e delle reti in nazionale ― Mozambico | Cronologia completa delle presenze e delle reti in nazionale ― Mozambico | Cronologia completa delle presenze e delle reti in nazionale ― Mozambico | Cronologia completa delle presenze e delle reti in nazionale ― Mozambico | Cronologia completa delle presenze e delle reti in nazionale ― Mozambico | Cronologia completa delle presenze e delle reti in nazionale ― Mozambico | Cronologia completa delle presenze e delle reti in nazionale ― Mozambico |
| Data                                                                     | Città                                                                    | In casa                                                                  | Risultato                                                                | Ospiti                                                                   | Competizione                                                             | Reti                                                                     | Note                                                                     |
| ------------------------------------------------------------------------ | ------------------------------------------------------------------------ | ------------------------------------------------------------------------ | ------------------------------------------------------------------------ | ------------------------------------------------------------------------ | ------------------------------------------------------------------------ | ------------------------------------------------------------------------ | ------------------------------------------------------------------------ |
| 15-11-2011                                                               | Maputo                                                                   | Mozambico                                                                | 4 – 1                                                                    | Comore                                                                   | Qual. Mondiali 2014                                                      | 1                                                                        | 74’                                                                      |
| 29-2-2012                                                                | Dar es Salaam                                                            | Tanzania                                                                 | 1 – 1                                                                    | Mozambico                                                                | Qual. Coppa d'Africa 2013                                                | 1                                                                        |                                                                          |
| 16-6-2012                                                                | Maputo                                                                   | Mozambico                                                                | 1 – 1                                                                    | Tanzania                                                                 | Qual. Coppa d'Africa 2013                                                | -                                                                        | 80’                                                                      |
| 9-9-2012                                                                 | Maputo                                                                   | Mozambico                                                                | 2 – 0                                                                    | Marocco                                                                  | Qual. Coppa d'Africa 2013                                                | -                                                                        |                                                                          |
| 11-9-2012                                                                | Nelspruit                                                                | Sudafrica                                                                | 2 – 0                                                                    | Mozambico                                                                | Amichevole                                                               | -                                                                        | 66’                                                                      |
| 13-10-2012                                                               | Marrakech                                                                | Marocco                                                                  | 4 – 0                                                                    | Mozambico                                                                | Qual. Coppa d'Africa 2013                                                | -                                                                        |                                                                          |
| 24-3-2013                                                                | Maputo                                                                   | Mozambico                                                                | 0 – 0                                                                    | Guinea                                                                   | Qual. Mondiali 2014                                                      | -                                                                        | 30’                                                                      |
| 3-8-2014                                                                 | Maputo                                                                   | Mozambico                                                                | 2 – 1                                                                    | Tanzania                                                                 | Qual. Coppa d'Africa 2015                                                | -                                                                        | 42’                                                                      |
| 6-9-2014                                                                 | Ndola                                                                    | Zambia                                                                   | 0 – 0                                                                    | Mozambico                                                                | Qual. Coppa d'Africa 2015                                                | -                                                                        | 90’                                                                      |
| 10-9-2014                                                                | Maputo                                                                   | Mozambico                                                                | 1 – 1                                                                    | Niger                                                                    | Qual. Coppa d'Africa 2015                                                | -                                                                        | 81’                                                                      |
| 14-6-2015                                                                | Maputo                                                                   | Mozambico                                                                | 0 – 1                                                                    | Ruanda                                                                   | Qual. Coppa d'Africa 2015                                                | -                                                                        |                                                                          |
| 6-9-2015                                                                 | Belle Vue                                                                | Mauritius                                                                | 1 – 0                                                                    | Mozambico                                                                | Qual. Coppa d'Africa 2015                                                | -                                                                        |                                                                          |
| 11-11-2015                                                               | Maputo                                                                   | Mozambico                                                                | 1 – 0                                                                    | Gabon                                                                    | Qual. Mondiali 2018                                                      | -                                                                        |                                                                          |
| 14-11-2015                                                               | Libreville                                                               | Gabon                                                                    | 1 – 0 (5 - 3 dtr)                                                        | Mozambico                                                                | Qual. Mondiali 2018                                                      | -                                                                        |                                                                          |
| 24-3-2016                                                                | Accra                                                                    | Ghana                                                                    | 3 – 1                                                                    | Mozambico                                                                | Qual. Coppa d'Africa 2017                                                | -                                                                        |                                                                          |
| 4-6-2016                                                                 | Kigali                                                                   | Ruanda                                                                   | 2 – 3                                                                    | Mozambico                                                                | Qual. Coppa d'Africa 2017                                                | -                                                                        | 30’                                                                      |
| 15-11-2016                                                               | Maputo                                                                   | Mozambico                                                                | 1 – 1                                                                    | Sudafrica                                                                | Amichevole                                                               | 1                                                                        |                                                                          |
| 10-6-2017                                                                | Ndola                                                                    | Zambia                                                                   | 0 – 1                                                                    | Mozambico                                                                | Qual. Coppa d'Africa 2019                                                | -                                                                        | 76’                                                                      |
| 13-10-2018                                                               | Maputo                                                                   | Mozambico                                                                | 1 – 2                                                                    | Namibia                                                                  | Qual. Coppa d'Africa 2019                                                | -                                                                        |                                                                          |
| 16-10-2018                                                               | Windhoek                                                                 | Namibia                                                                  | 1 – 0                                                                    | Mozambico                                                                | Qual. Coppa d'Africa 2019                                                | -                                                                        | 52’ 59’                                                                  |
| 18-11-2018                                                               | Maputo                                                                   | Mozambico                                                                | 1 – 0                                                                    | Zambia                                                                   | Qual. Coppa d'Africa 2019                                                | -                                                                        | 59’ 75’                                                                  |
| 4-9-2019                                                                 | Belle Vue                                                                | Mauritius                                                                | 0 – 1                                                                    | Mozambico                                                                | Qual. Mondiali 2022                                                      | -                                                                        |                                                                          |
| 10-9-2019                                                                | Maputo                                                                   | Mozambico                                                                | 2 – 0                                                                    | Mauritius                                                                | Qual. Mondiali 2022                                                      | 1                                                                        | 80’                                                                      |
| 14-11-2019                                                               | Maputo                                                                   | Mozambico                                                                | 2 – 0                                                                    | Ruanda                                                                   | Qual. Coppa d'Africa 2021                                                | -                                                                        | 89’                                                                      |
| 12-11-2020                                                               | Douala                                                                   | Camerun                                                                  | 4 – 1                                                                    | Mozambico                                                                | Qual. Coppa d'Africa 2021                                                | -                                                                        |                                                                          |
| 24-3-2021                                                                | Kigali                                                                   | Ruanda                                                                   | 1 – 0                                                                    | Mozambico                                                                | Qual. Coppa d'Africa 2021                                                | -                                                                        | 73’                                                                      |
| 30-3-2021                                                                | Maputo                                                                   | Mozambico                                                                | 0 – 1                                                                    | Capo Verde                                                               | Qual. Coppa d'Africa 2021                                                | -                                                                        | 70’                                                                      |
| 13-11-2021                                                               | Cotonou                                                                  | Costa d'Avorio                                                           | 3 – 0                                                                    | Mozambico                                                                | Qual. Mondiali 2022                                                      | -                                                                        | 72’                                                                      |
| 16-11-2021                                                               | Cotonou                                                                  | Mozambico                                                                | 1 – 0                                                                    | Malawi                                                                   | Qual. Mondiali 2022                                                      | -                                                                        | 63’                                                                      |
| 26-3-2022                                                                | Nouakchott                                                               | Mauritania                                                               | 2 – 1                                                                    | Mozambico                                                                | Amichevole                                                               | -                                                                        |                                                                          |
| 2-6-2022                                                                 | Johannesburg                                                             | Mozambico                                                                | 1 – 1                                                                    | Ruanda                                                                   | Qual. Coppa d'Africa 2023                                                | -                                                                        |                                                                          |
| 8-6-2022                                                                 | Cotonou                                                                  | Benin                                                                    | 0 – 1                                                                    | Mozambico                                                                | Qual. Coppa d'Africa 2023                                                | -                                                                        |                                                                          |
| 24-3-2023                                                                | Diamniadio                                                               | Senegal                                                                  | 5 – 1                                                                    | Mozambico                                                                | Qual. Coppa d'Africa 2023                                                | -                                                                        | 60’                                                                      |
| 28-3-2023                                                                | Maputo                                                                   | Mozambico                                                                | 0 – 1                                                                    | Senegal                                                                  | Qual. Coppa d'Africa 2023                                                | -                                                                        | 67’                                                                      |
| 18-6-2023                                                                | Butare                                                                   | Ruanda                                                                   | 0 – 2                                                                    | Mozambico                                                                | Qual. Coppa d'Africa 2023                                                | 1                                                                        | 54’                                                                      |
| 9-9-2023                                                                 | Maputo                                                                   | Mozambico                                                                | 3 – 2                                                                    | Benin                                                                    | Qual. Coppa d'Africa 2023                                                | 1                                                                        | 61’                                                                      |
| 16-11-2023                                                               | Maputo                                                                   | Botswana                                                                 | 2 – 3                                                                    | Mozambico                                                                | Qual. Mondiali 2026                                                      | -                                                                        | 57’                                                                      |
| 19-11-2023                                                               | Maputo                                                                   | Mozambico                                                                | 0 – 2                                                                    | Algeria                                                                  | Qual. Mondiali 2026                                                      | -                                                                        | 67’                                                                      |
| 14-1-2024                                                                | Abidjan                                                                  | Egitto                                                                   | 2 – 2                                                                    | Mozambico                                                                | Coppa d'Africa 2023 - 1º turno                                           | 1                                                                        | 46’                                                                      |
| 7-6-2024                                                                 | Maputo                                                                   | Mozambico                                                                | 2 – 1                                                                    | Somalia                                                                  | Qual. Mondiali 2026                                                      | -                                                                        | 61’                                                                      |
| 10-6-2024                                                                | El Jadida                                                                | Guinea                                                                   | 0 – 1                                                                    | Mozambico                                                                | Qual. Mondiali 2026                                                      | -                                                                        | 59’                                                                      |
| 11-10-2024                                                               | Maputo                                                                   | Mozambico                                                                | 1 – 1                                                                    | eSwatini                                                                 | Qual. Coppa d'Africa 2025                                                | -                                                                        | 62’                                                                      |
| 14-10-2024                                                               | Mbombela                                                                 | eSwatini                                                                 | 0 – 3                                                                    | Mozambico                                                                | Qual. Coppa d'Africa 2025                                                | -                                                                        | 67’                                                                      |
| 15-11-2024                                                               | Maputo                                                                   | Mozambico                                                                | 0 – 1                                                                    | Mali                                                                     | Qual. Coppa d'Africa 2025                                                | -                                                                        | 55’                                                                      |
| 19-11-2024                                                               | Bissau                                                                   | Guinea-Bissau                                                            | 1 – 2                                                                    | Mozambico                                                                | Qual. Coppa d'Africa 2025                                                | -                                                                        | 74’                                                                      |
| 20-3-2025                                                                | Il Cairo                                                                 | Mozambico                                                                | 3 – 1                                                                    | Uganda                                                                   | Qual. Mondiali 2026                                                      | -                                                                        | 72’ 80’                                                                  |
| 25-3-2025                                                                | Tizi Ouzou                                                               | Algeria                                                                  | 5 – 1                                                                    | Mozambico                                                                | Qual. Mondiali 2026                                                      | -                                                                        | 73’                                                                      |
| Totale                                                                   |                                                                          | Presenze                                                                 | 47                                                                       |                                                                          | Reti                                                                     | 7                                                                        |                                                                          |

## Palmarès

### Club

#### Competizioni nazionali
- Campionato portoghese: 1

Benfica: 2015-2016
- Coppa di Lega portoghese: 1

Benfica: 2015-2016